# Белогръд корморан
Белогръдият корморан (Phalacrocorax fuscescens) е вид птица от семейство Корморанови (Phalacrocoracidae). Видът е незастрашен от изчезване.

## Разпространение
Разпространен е в Австралия.